# جامعة بانجلور
جامعة بانجلور (بالإنجليزية: Bangalore university)‏ تعد جامعة بانجلور واحدة من اقدم وابرز الجامعات في الهند. اذ تم تأسيسها عام 1964 في مدينة بانجلور.الواقعة في الجنوب الغربي لولاية كارناتاكا الهندية.

## مساحة الجامعة
تغطي المساحة الإجمالية للجامعة حوالي 1100 هكتارات من الأراضي

## أقسام الجامعة
تتم دراسة البكالوريوس وكذلك الماجستير والدكتوراه حيث يوجد في الجامعة العديد من التخصصات
- هندسة مدنية
- هندسة إلكترونية واتصالات
- هندسة ميكانيكية
- إدارة الأعمال.
- تجارة